# Gerald Levert
Pour les articles homonymes, voir Levert.
 (août 2019).
Si vous disposez d'ouvrages ou d'articles de référence ou si vous connaissez des sites web de qualité traitant du thème abordé ici, merci de compléter l'article en donnant les références utiles à sa vérifiabilité et en les liant à la section « Notes et références ».
Gerald Levert, né le 13 juillet 1966 à Philadelphie et mort le 10 novembre 2006 à Cleveland, est un chanteur, auteur-compositeur et producteur américain de R&B, soul, mais aussi de new jack swing, genre dont il fut l'un des précurseurs en 1987.

## Biographie

### Ses débuts
Gerald Edward Levert est le fils d'Eddie Levert (en), le chanteur principal du groupe de Philly soul, les O'Jays. Né à Philadelphie, il grandit à Cleveland et après avoir passé une enfance bercée par la soul, il décide en 1984 de se lancer dans la musique pour en faire son métier.
Alors qu'il ne voulait au départ qu'écrire des chansons, il choisit finalement de chanter et forme un groupe, LeVert, avec son frère Sean Levert et leur meilleur ami Marc Gordon. Ils sortent leur premier album en 1985 sur un label indépendant, et même s'il passe plutôt inaperçu dans les charts, il leur offre leur premier contrat avec une major, la maison de disques Atlantic Records, dans laquelle il restera toute sa vie. Sur ce premier album, de nombreuses personnes pensaient entendre son père Eddie Levert tellement leurs deux voix présentent de nombreuses similitudes.
Après ce début de carrière, le groupe LeVert sort six autres albums (dont quatre albums de new jack swing) qui se vendront presque tous à plus de 500 000 exemplaires aux États-Unis. Ces albums sont accompagnés de tubes numéros 1 des charts comme (Pop, Pop, Pop, Pop) Goes My Mind, Casanova, Just Coolin' (featuring Heavy D), Addicted to You, Baby I'm Ready ou encore ABC-123.

### Sa carrière solo

#### Le succès
Il décide en 1991 de se lancer dans une carrière solo avec son premier album, Private Line. L'album se vend à plus d'un million d'exemplaires uniquement aux États-Unis, porté par les singles Private Line, Baby Hold on to Me (featuring Eddie Levert), et School Me, qui se classent chacun dans une des deux premières places des charts.
S'ensuit en 1994 l'album Groove On (en), qui est aussi certifié disque de platine et, qui, encore plus que son prédécesseur, rompt avec le style new jack swing, même s'il s'en inspire encore beaucoup. Groove On est composé de mélodies smooth, inspirées de soul et de new jack swing, auxquelles Gerald Levert ajoute sa puissante voix comme dans la chanson pop I'd Give Anything, produite par David Foster. On peut aussi remarquer que Jada Pinkett Smith apparaît dans le clip du single How Many Times.
L'année suivante, Gerald Levert est récompensé de sa déjà longue carrière en participant en tant que chanteur principal (avec R. Kelly) de la chanson You Will Know des Black Men United (Tevin Campbell (en), El DeBarge, Gerald Levert, Tony! Toni! Toné!, Boyz II Men, Al B. Sure (en), Lenny Kravitz, R. Kelly, Aaron Hall, Brian McKnight, Silk, Keith Sweat, Stokley, H-Town, Christopher Williams, Portrait, Damion Hall (en), Lil' Joe, Intro, DRS, After 7 (en), Usher, Sovory, Joe, D'Angelo).

#### L'apogée de sa carrière

##### LSG
Tout commence à la fin de l'année 1996, lorsque le chanteur Keith Sweat appelle Gerald Levert dans le but de former un groupe avec Johnny Gill et R. Kelly, qui sera plus tard évincé du groupe.
Gerald Levert confessa dans une de ses interviews, « Nous voulions faire quelque chose qui n'avait jamais été fait auparavant, quelque chose de grand, d'exceptionnel ». En effet, leur premier album, Levert Sweat Gill, sorti en 1997, s'est vendu à près de trois millions d'exemplaires et peut être considéré comme étant l'un des meilleurs albums de R&B, avec les collaborations de P. Diddy, Jadakiss, Styles P., Sheek Louch Jermaine Dupri, Darrell Allamby, Faith Evans, Missy Elliott, Coko (en), LL Cool J, Busta Rhymes, MC Lyte et Jazze Pha. De cet album sort le tube My Body, certifié single de platine, et classé 1er des charts pendant presque deux mois non consécutifs.
Ce groupe a beaucoup influencé les chanteurs de l'époque et d'aujourd'hui. En effet, les supergroupes Lucy Pearl et Tyrese Ginuwine Tank ont été créés sur le modèle d'LSG. Usher et Sisqo avaient quant à eux tenté, sans succès, d'en former un quelques années plus tard.

##### Love & Consequences
Alors qu'il a failli arrêter sa carrière à cause de problèmes personnels, Gerald Levert revient plus fort que jamais en 1998 avec l'album Love & Consequences (en).
Il compose la majorité des chansons, mais fait aussi appel à R. Kelly, Darrell Allamby (qui avait produit My Body de LSG) et à Manuel Seal (en) du label So So Def pour la production. On retrouve aussi sur son album les Bone Thugs-N-Harmony, son frère Sean Levert, Mary J. Blige (en duo sur une reprise de Bobby Womack), Roger Troutman, Wyclef Jean (le rappeur des Fugees), et même son fils Lemicah Levert, alors âgé de 8 ans.
Son album est son premier album solo à pouvoir être classifié comme du R&B, même s'il est très inspiré par les rythmes de la soul. Lui-même avoua s'être beaucoup inspiré de What's Going On de Marvin Gaye pour créer cet album. Il est aussi nécessaire de préciser que les nombreux featurings de l'album ne sont pas fait dans un but commercial, mais plutôt dans une optique artistique. Par exemple, Roger Troutman et Wyclef Jean ne sont crédités qu'en background vocal.
Finalement, cet album est un très gros succès. Il se vend à plus d'un million d'exemplaires uniquement aux États-Unis, et ses deux singles (Thinkin' Bout It et Taking Everything se classent respectivement 2e et 3e des charts et sont tous les deux certifiés disque d'or). Il est aussi intéressant de souligner que Gerald Levert chante en duo avec Antoinette Roberson sur le remix de Taking Everything, mais dans un style très inattendu, l'Opéra.

#### Mort
Le 10 novembre 2006, Gerald Levert a été retrouvé mort dans son lit à son domicile de Cleveland, Ohio, son cousin a tenté de le réanimer mais en vain. Les premiers rapports ont indiqué que Levert était décédé d'une crise cardiaque apparente. En février 2007, un rapport d'autopsie réalisé par le bureau du coroner du comté de Cuyahoga a conclu que la mort de Levert était due à une combinaison fatale de stupéfiants sur ordonnance et de médicaments en vente libre. Les médicaments dans sa circulation sanguine comprenaient les analgésiques narcotiques Vicodin, Percocet et Darvocet, ainsi que des médicaments contre l'anxiété Xanax et deux antihistaminiques en vente libre. L'autopsie a également révélé que Levert avait une pneumonie. La cause officielle du décès était une intoxication aiguë et le décès a été jugé accidentel. Gerald Levert avait 40 ans. À la suite de la révélation de la cause du décès de Gerald Levert, un porte-parole de la famille a déclaré que toutes les drogues trouvées dans la circulation sanguine de Levert avaient été prescrites au chanteur. Levert prenait le médicament contre la douleur en raison de la douleur chronique d'un problème d'épaule persistant et d'une intervention chirurgicale en 2005 pour réparer une blessure au tendon d'Achille.
Peu de temps avant sa mort, Levert a terminé le travail sur ce qui allait être son dernier album, In My Songs. L'album est sorti le 13 février 2007. En juin 2007, un livre que Gerald travaillait à terminer, intitulé I Got Your Back: A Father and Son Keep it Real About Love, Fatherhood, Family, and Friendship, a été publié. Le livre était initialement prévu comme un lien pour un album Levert du même nom. I Got Your Back explore la relation père/fils de Gerald et Eddie, la nécessité du lien masculin et l'importance de réparer les familles fracturées. Levert travaillait également sur une émission de télé-réalité dans laquelle il perdait du poids avec 12 de ses fans féminines, qui s'entraînaient avec lui dans son palais.

## Discographie

### Albums
| - 1991 : Private Line ( Platine) - 1994 : Groove On ( Platine) - 1998 : Love & Consequences (en) ( Platine) - 1999 : G ( Or) - 2001 : Gerald's World - 2002 : The G Spot - 2003 : Stroke Of Genius - 2004 : Do I Speak For The World - 2006 : In My Songs (en) ( Or) - 1995 : Father & Son ( Or) - 2006 : Something To Talk About | - 1985 : I Get Hot - 1986 : Bloodline - 1987 : The Big Throwdown ( Or) - 1988 : Just Coolin' ( Or) - 1990 : Rope A Dope Style ( Or) - 1993 : For Real Tho' ( Or) - 1997 : The Whole Scenario - 1997 : Levert Sweat Gill (2x Platine) - 2003 : LSG2 |

### Singles notables

#### Singles solo
- 1988 : That's What Love Is (#4 R&B, duo avec Mikki Howard)
- 1991 : Private Line (#1 R&B)
- 1992 : Baby Hold On to Me (#1 R&B, #37 Pop, duo avec Eddie Levert)
- 1992 : School Me (#3 R&B)
- 1992 : Can You Handle It (#9 R&B)
- 1994 : I'd Give Anything (#4 R&B, #28 Pop)
- 1994 : Answering Service (#12 R&B)
- 1995 : Already Missing You (#7 R&B, duo avec Eddie Levert)
- 1998 : Thinkin' Bout It (#2 R&B, #12 Pop) ( Or)
- 1998 : Taking Everything (#3 R&B, #11 Pop) ( Or)
- 1998 : Money's Just a Touch Away (#5 Rap, w/ Mack 10)

#### Singles avec LeVert
- 1986 : (Pop, Pop, Pop, Pop) Goes My Mind (#1 R&B)
- 1987 : Casanova (#1 R&B, #5 Pop, #9 UK) ( Or)
- 1987 : My Forever Love (#2 R&B)
- 1988 : Sweet Sensation (#4 R&B)
- 1998 : Addicted to You (#1 R&B)
- 1988 : Pull Over (#2 R&B)
- 1989 : Just Coolin (#1 R&B, avec Heavy D)
- 1989 : Gotta Get the Money (#4 R&B)
- 1990 : Rope a Dope Style (#7 R&B)
- 1990 : All Season (#4 R&B)
- 1991 : Baby I'm Ready (#1 R&B)
- 1993 : ABC-123 (#5 R&B)

#### Singles avec LSG
- 1997 : My Body (#1 R&B, #4 Pop) ( Platine)

### Collaborations notables
- Don't Keep Me Waiting (Silk feat Gerald Levert)
- For the Love Of Money/Living For The City (LeVert feat Queen Latifah & Troop)
- I'd Give Anything (Gerald Levert, produit par David Foster)
- Funky Dope Lovin' (Keith Sweat feat Gerald Levert, Aaron Hall, Buddy Banks)
- Keys To My House (LeVert feat Missy Elliott)
- You Got Me (LSG feat The Lox, produit par P. Diddy)
- Where Did I Go Wrong (LSG feat JD, produit par Jermaine Dupri)
- My Body - remix (LSG feat Missy Elliott)
- All the Times (LSG feat Missy Elliott, Faith Evans, Coko de SWV)
- Curious (LSG feat LL Cool J, Busta Rhymes, MC Lyte)
- Let A Playa Get His Freak On (LSG feat Jazze Pha, produit par Jazze Pha)
- No Sense (Gerald Levert feat Layzie Bone & Ken Dawg des Bone Thugs N Harmony)
- That's the Way I Feel About You (Gerald Levert feat Mary J. Blige)
- No Man's Land (Gerald Levert feat Roger Troutman & Wyclef Jean)
- Men Like Us (Gerald Levert, produit par R. Kelly)
- Money's Just A Touch Away (Mack 10 feat Gerald Levert)
- No Sex In The Champagne Room (Chris Rock feat Gerald Levert)
- What A Night (Gerald Levert feat Roy Ayers)
- Hello It's Me (Gerald Levert feat Lil' Mo)
- Just Friends - remix (LSG feat Loon, remixé par Mario Winans)
- Everyday (Family Reunion) (Gerald Levert feat Chaka Khan, Carl Thomas & Yolanda Adams')
- Real Shit (Styles P. feat Gerald Levert, produit par Scott Storch)

### Productions notables
- Mamacita de Troop
- I Wanna Come Back de James Ingram
- Whatever It Takes d'Anita Baker
- It's Not Heaven If You're Not There des Winans avec Lalah Hathaway
- Smile de Cindy Mizelle
- Voodoo de Teddy Pendergrass (nommé aux Grammy Awards)
- This Lil' Game We Play de Subway avec 702 ( Or)
- Practice What You Preach de Barry White ( Or, nommé aux Grammy Awards)
- Don't Go To Bed Mad de Silk
- How Do You Like Your Love Served de New Edition
- Fire & Desire de Johnny Gill et Coko
- How Soon de Joe
- Let Me See the Sun de Solo

## Distinctions

### Nominations
- American Music Awards
  - 1988 : Meilleur single R&B/Soul pour Casanova
  - 1993 : Meilleur artiste masculin R&B/Soul
  - 1999 : Meilleur duo ou groupe de R&B/Soul
- BET Awards
  - 2007 : Meilleur artiste masculin R&B
- Grammy Awards
  - 1998 : Meilleur album d'un duo ou groupe R&B pour LeVert Sweat Gill
  - 1988 : Meilleure performance d'un duo ou groupe R&B pour Casanova
  - 2007 : Meilleure performance d'un duo ou groupe R&B pour Everyday (Family Reunion)
- Image Awards
  - 2004 : Meilleur artiste masculin
- Soul Train Music Awards
  - 1995 : Meilleur album d'un artiste masculin Soul/R&B pour Groove On
  - 1999 : Meilleur album d'un duo ou groupe pour LeVert Sweat Gill
  - 2003 : Meilleur album d'un artiste masculin Soul/R&B pour The G Spot

### Récompenses
- BET Awards
  - 2007 : BET J Cool Like Dat
- Grammy Awards
  - 2008 : Meilleure performance R&B pour In My Songs
- Image Awards
  - 2008 : Meilleur duo ou groupe
- Soul Train Music Awards
  - 1988 : Meilleur single d'un duo ou groupe pour Casanova
  - 1998 : Meilleur album d'un duo ou groupe pour The Big Throwdown